# Phrynidius armatus
Phrynidius armatus là một loài bọ cánh cứng trong họ Cerambycidae.